# Emulación socialista

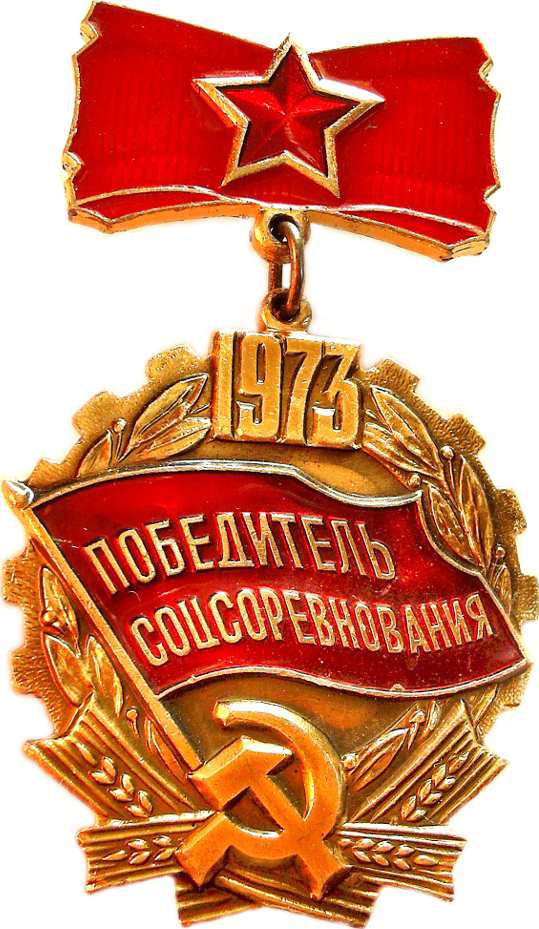
"Premio del "ganador de la competición socialista de 1973".

La emulación socialista, también llamada competencia socialista (en ruso социалистическое соревнование, sotsialisticheskoie sorevnovanie o соцсоревнование, sotssorevnovanie), es una forma de competencia entre grupos de trabajo e individuos surgida en la Unión Soviética e instrumentada luego por otros estados socialistas.

## Competencia frente a emulación
La primera variante es una traducción literal del término ruso, usado comúnmente por autores occidentales. La segunda forma es la traducción oficial soviética del término, pensada para poner distancia con la "competencia capitalista", que a su vez era traducida como капиталистическая конкуренция, kapitalistícheskaya konkuréntsiya. 
Este concepto presupone la idea de que la "competencia capitalista" sólo favorece al capitalista vencedor, mientras que la "emulación socialista" beneficia a todos. En este artículo se usa el segundo término para mantener clara la distinción entre los dos conceptos.
En la práctica soviética, de acuerdo con Víktor Krávchenko y Michel Heller, la competencia entre los trabajadores y las industrias no era voluntaria y, sin embargo, era mucho más feroz que la occidental. Fue impuesta por la presión colectiva orquestada por el KGB y los representantes del PCUS local que usaban la responsabilidad colectiva y las leyes sobre la ruina o la destrucción. La carrera entre los equipos y los miembros del equipo por ofrecer un contraplán (встречный план), superior al de los planes quinquenales, llevó a objetivos cada vez más irreales, que solo podían satisfacerse con trampas, contabilidad doble, y shturmovschina (trabajo de choque) - que, a largo plazo, condujo a un colapso de la cadena de suministro en la economía. Este era el lado oscuro del estajanovismo, el udárnik y el subbótnik. En 1987, el economista soviético Nikolái Shmeliov calculó que de 450.000 millones de rublos en inventarios de materias primas y partes, alrededor de 170.000 millones se mantuvieron como superávit, con el único propósito de asegurar la finalización exitosa de los planes.

## Organización

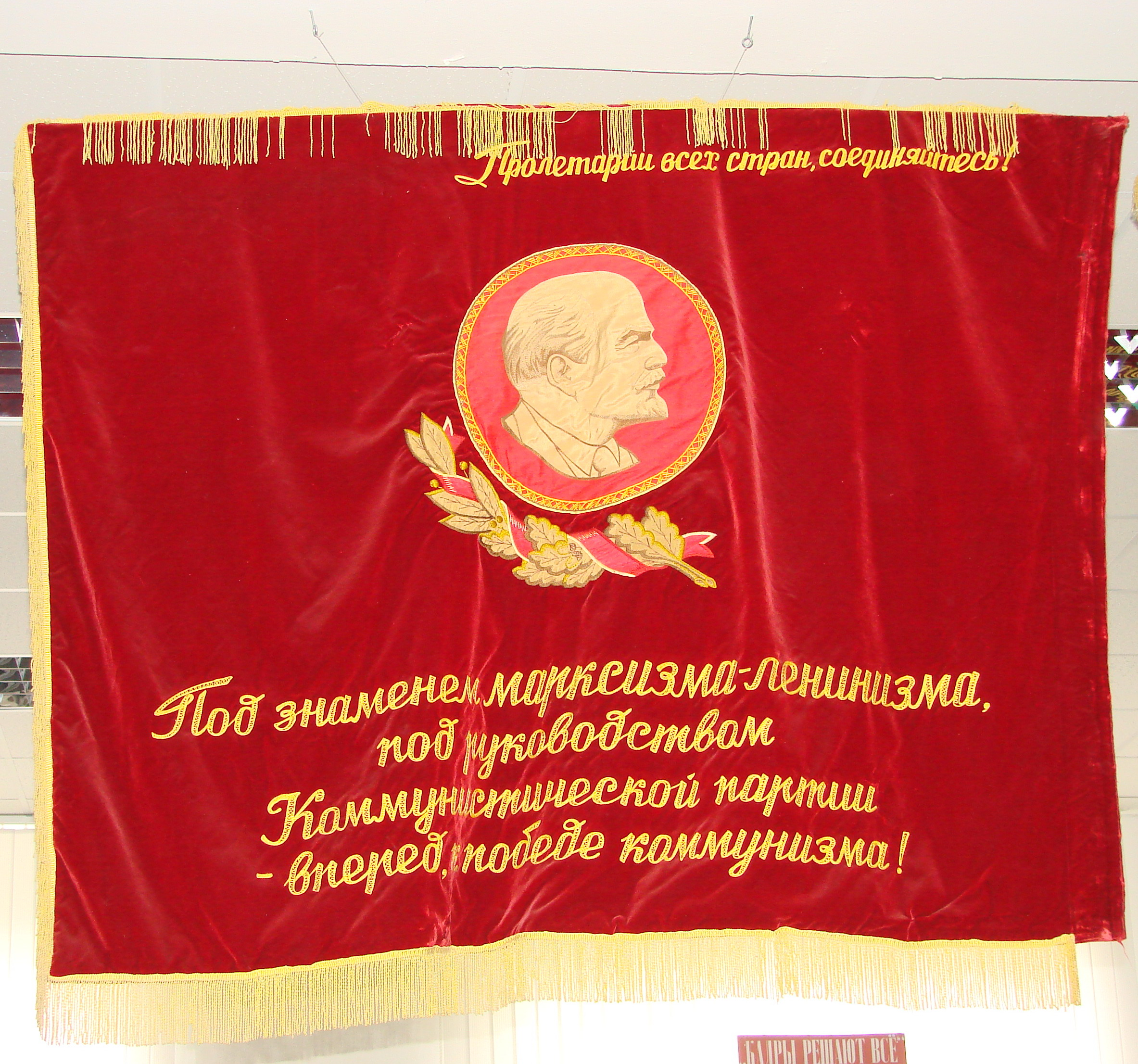
Bandera del ganador de la competencia socialista.

La emulación socialista era una actitud voluntaria en la URSS, si bien era muy alentada en cualquier lugar donde trabajara gente: la industria, la agricultura, oficinas, instituciones, escuelas, hospitales, el Ejército, etc. Con la excepción natural de las fuerzas armadas, los comités sindicales estaban a cargo de manejar la emulación socialista.
Un componente importante de la emulación socialista eran las autoobligaciones socialistas (социалистические обязательства). Como el mayor objetivo era cumplir con el plan de producción, se esperaba que los empleados y talleres pusieran en práctica para eso las autoobligaciones socialistas e incluso autoobligaciones socialistas mejoradas (повышенные соцобязательства).
Las fechas límite para evaluar los resultados de una emulación socialista comúnmente se coordinaban con festividades y efemérides socialistas-comunistas, como el cumpleaños de Lenin o el aniversario de la Revolución de Octubre.
A los ganadores se los premiaba material y moralmente. Los premios materiales eran dinero, bienes de consumo o particularidades propias del sistema socialista, como bonos para centros de vacaciones, derecho de obtener un automóvil sin tener que esperar turnos, etc. Los premios morales eran un diploma de honor, medallas, la colocación de los retratos de los ganadores en la Pizarra de Honor (Доска Почета); las cooperativas o talleres eran premiados con el "Estandarte transferible de la emulación socialista" (Переходящее знамя победителя в социалистическом соревновании).

## Historia
Durante los primeros años de la Revolución Bolchevique, Lenin fue el ideólogo y promotor de la idea de la emulación socialista como un medio para "desenterrar la iniciativa y entusiasmo de los trabajadores". Su punto de partida fue el artículo ¿Cómo organizar la emulación? (Как организовать соревнование?), en el cual se contaban entre los importantes objetivos de la emulación el descubrimiento de personas con capacidad de organización y administración, para reemplazar a los especialistas de la época zarista. Lenin también fue el primero en contrastar la emulación socialista con la competencia capitalista. Años después, Stalin escribió:
Principios de la competencia (capitalista): derrota y muerte de unos y victoria y dominio de otros.
Principios de la emulación socialista: asistencia amigable a los necesitados por parte de los líderes para conseguir un ascenso común.
Mientras que las líneas generales de la emulación socialista eran fáciles de especificar, entender o medir en áreas productivas, no era tan fácil en otras como medicina, educación, administración, etc., donde existían significativas formalidades y una actividad importante era reconocida como activismo social, no relacionado con el trabajo realizado.
Pronto saltó a la vista que las mejoras de resultados con la emulación socialista eran producto de incrementar la cantidad de trabajo per cápita. Todo lo ya expresado y otros hechos terminaron convirtiendo a la emulación socialista en otra costumbre relacionada en los países de la ex-URSS con la vieja vida soviética.

## En la cultura
En 1973 se filmó el documental cubano La emulación socialista dirigido por Oscar Valdés.